# Орден «За ранение» (Сирия)
Орден «За ранение» — государственная награда Сирийской Арабской Республики.

## История
Орден «За ранение» был учреждён законодательным декретом от 4 июля 1953 года за № 165 в одном классе с целью вознаграждения военнослужащих и гражданский персонал, которые получили ранение при выполнении служебного долга на благо государства. Награда может вручаться иностранным гражданам. 

## Описание
Орден носится на нагрудной ленте.
Знак ордена представляет собой бронзовую пятиконечную звезду, с заострёнными двугранными лучами, между которыми штралы в виде вспышек, состоящих из девяти разновеликих заострённых лучиков, расположенных пирамидально. На звезду наложен венок, состоящий из оливковой и дубовой ветвей, и окружающий центральный медальон состоящий из центрального круга зелёной эмали и отходящих от него концентрических кругов в эмалях цветов национального флага: чёрного, белого и красного. Поверх звезды, вертикально, положен меч, остриём вверх. В остриё меча вделано кольцо, при помощи которого знак крепится к орденской ленте.
Лента ордена 37 мм. шириной светло-зелёного цвета с жёлтыми полосками 6 мм. шириной, отстающими на 2 мм. с краю.